# Pseudosacculus
Pseudosacculus is een geslacht van weekdieren uit de klasse van de Gastropoda (slakken).

## Soort
- Pseudosacculus okai (Hirase, 1927)